# Europese kampioenschappen jachtgeweer 1995
De Europese kampioenschappen jachtgeweer 1995 waren door de European Shooting Confederation (ESC) georganiseerde kampioenschappen voor schutters in het kleiduifschieten. De 41e editie van de Europese kampioenschappen vond plaats in het Finse Lahti.

## Resultaten

### Trap
| Onderdeel   | Goud           | Zilver          | Brons         |
| ----------- | -------------- | --------------- | ------------- |
| Heren       |                |                 |               |
| Individueel | Joerg Damme    | Philippe Dupont | Uwe Moeller   |
| Team        | Duitsland      | Italië          | Denemarken    |
| Dames       |                |                 |               |
| Individueel | Roberta Pelosi | Yolande Vidal   | Paola Tattini |

### Dubbele trap
| Onderdeel   | Goud                  | Zilver           | Brons               |
| ----------- | --------------------- | ---------------- | ------------------- |
| Heren       |                       |                  |                     |
| Individueel | Daniele Di Spigno     | Raimo Kauppila   | Mirco Cenci         |
| Team        | Italië                | Finland          | Verenigd Koninkrijk |
| Dames       |                       |                  |                     |
| Individueel | Riita-Mari Murtoniemi | Giovanna Pasello | Gema Usieto         |
| Team        | Finland               | Italië           | Rusland             |

### Skeet
| Onderdeel   | Goud                               | Zilver                             | Brons                   |
| ----------- | ---------------------------------- | ---------------------------------- | ----------------------- |
| Heren       |                                    |                                    |                         |
| Individueel | Antonakis Andreou Hennie Dompeling | Antonakis Andreou Hennie Dompeling | Bernhard Hochwald       |
| Team        | Italië                             | Frankrijk                          | Cyprus                  |
| Dames       |                                    |                                    |                         |
| Individueel | Maarit Lepomäki                    | Erzsebet Vasvari                   | Zemfira Meftakhetdinova |

1955 · 1956 · 1957 · 1958 · 1959 · 1960 · 1961 · 1962 · 1963 · 1964 · 1965 · 1966 · 1967 · 1968 · 1969 · 1970 · 1971 · 1972 · 1973 · 1974 · 1975 · 1976 · 1977 · 1978 · 1979 · 1980 · 1981 · 1982 · 1983 · 1984 · 1985 · 1986 · 1987 · 1988 · 1989 · 1990 · 1991 · 1992 · 1993 · 1994 · 1995 · 1996 · 1997 · 1998 · 1999 · 2000 · 2001 · 2002 · 2003 · 2004 · 2005 · 2006 · 2007 · 2008 · 2009 · 2010 · 2011 · 2012 · 2013 · 2014 · 2015 · 2016 · 2017 · 2018 · 2019 · 2020 · 2021 · 2022 · 2023 · 2024 ·